# Malé Kozmálovce
Malé Kozmálovce (bis 1927 slowakisch „Malé Kosmalovce“; ungarisch Kiskoszmály) ist eine Gemeinde im Westen der Slowakei mit 373 Einwohnern (Stand 31. Dezember 2024), die zum Okres Levice, einem Teil des Nitriansky kraj, gehört.

## Geographie

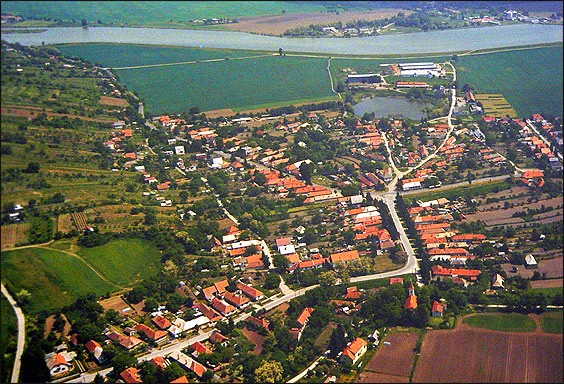
Luftbild von Malé Kozmálovce mit dem Hron-Stausee Veľké Kozmálovce im Hintergrund, Blick Richtung Osten

Die Gemeinde befindet sich am östlichen Hang des Nordteils des Hügellands Hronská pahorkatina innerhalb des slowakischen Donautieflands, am rechten Ufer des Hron, der hier im Stausee Veľké Kozmálovce aufgestaut ist. Durch den Ort fließt der Zufluss Malokozmálovský potok. Das Ortszentrum liegt auf einer Höhe von 175 m n.m. und ist drei Kilometer von Tlmače sowie 14 Kilometer von Levice entfernt.
Nachbargemeinden sind Tlmače im Norden und Nordosten, Veľké Kozmálovce im Osten, Nový Tekov im Süden und Südwesten, Nemčiňany im Westen und Kozárovce im Nordwesten.

## Geschichte
Das Gemeindegebiet wurde in der Jungsteinzeit besiedelt, später gab es hier eine slawische Siedlung, Burgstätte und Grabstätte in der Zeit des Mährerreichs.
Malé Kozmálovce wurde zum ersten Mal 1372 als Kys Kozmal schriftlich erwähnt und war zuerst Besitz des Landadels aus Šarovce, später kam sie zur Herrschaft der Burg Gýmeš (1489) und zuletzt Goldmorawitz (1718). 1618 plünderten türkische Truppen den Ort. 1536 gab es vier Porta, 1601 standen 35 Häuser im Ort, 1720 wohnten 15 Steuerzahler hier, 1828 zählte man 89 Häuser und 583 Einwohner, die als Landwirte und Winzer beschäftigt waren.
Bis 1918 gehörte der im Komitat Bars liegende Ort zum Königreich Ungarn und kam danach zur Tschechoslowakei beziehungsweise heute Slowakei. Nach 1918 kam es zur Parzellierung des örtlichen Großguts. In der Zwischenkriegszeit waren die Einwohner vor allem als landwirtschaftliche Arbeiter beschäftigt. Im Rahmen des tschechoslowakisch-ungarischen Bevölkerungsaustausches nach dem Zweiten Weltkrieg wurden 31 Familien nach Ungarn, genauer in den Ort Himesháza im Komitat Baranya, deportiert, weitere fünf Familien für Zwangsarbeit in den tschechischen Landesteil abgeschoben (sie kehrten nach 1948 zurück), dafür wurden ca. 25 slowakische Familien aus Ungarn in Malé Kozmálovce angesiedelt.
Von 1986 bis 1995 war Malé Kozmálovce Teil der Stadt Tlmače.

## Bevölkerung
| Jahr                | 1994 | 2004 | 2014    | 2024    |
| ------------------- | ---- | ---- | ------- | ------- |
| Anzahl der Personen | 0    | 368  | 366     | 373     |
| Unterschied         |      | –    | −0,54 % | +1,91 % |

| Jahr                | 2023 | 2024    |
| ------------------- | ---- | ------- |
| Anzahl der Personen | 377  | 373     |
| Unterschied         |      | −1,06 % |

Nach der Volkszählung 2011 wohnten in Malé Kozmálovce 391 Einwohner, davon 350 Slowaken, 30 Magyaren, zwei Tschechen sowie jeweils ein Jude und Mährer. Ein Einwohner gab eine andere Ethnie an und sechs Einwohner machten keine Angabe zur Ethnie.
228 Einwohner bekannten sich zur römisch-katholischen Kirche, 42 Einwohner zur reformierten Kirche, 41 Einwohner zur Evangelischen Kirche A. B., fünf Einwohner zu den christlichen Gemeinde, zwei Einwohner zur evangelisch-methodistischen Kirche sowie jeweils ein Einwohner zur Bahai-Religion, zu den Brethren, zu den Zeugen Jehovas und zur griechisch-katholischen Kirche. 45 Einwohner waren konfessionslos und bei 24 Einwohnern wurde die Konfession nicht ermittelt.

## Bauwerke

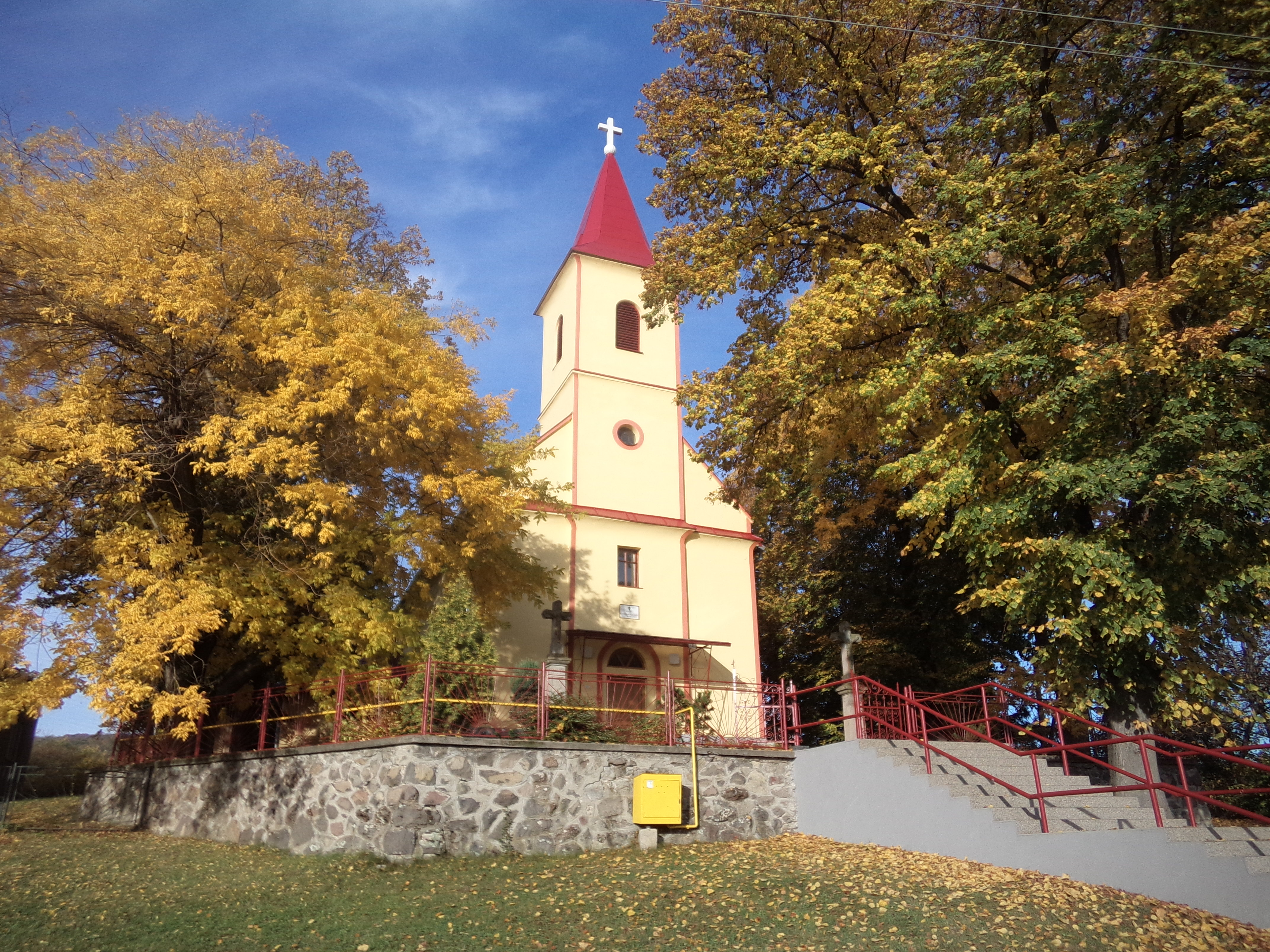
Kirche in Malé Kozmálovce

- römisch-katholische Kirche Maria vom Rosenkranz im Jugendstil aus dem Jahr 1927[6]

## Verkehr
Durch Malé Kozmálovce passiert die Straße 1. Ordnung 76 zwischen Štúrovo und Hronský Beňadik.